# Antirhea smithii
Antirhea smithii là một loài thực vật có hoa trong họ Thiến thảo. Loài này được (Fosberg) Merr. & L.M.Perry mô tả khoa học đầu tiên năm 1945.